# Taba Jemekeh
Taba Jemekeh is een bestuurslaag in het regentschap Lubuklinggau van de provincie Zuid-Sumatra, Indonesië. Taba Jemekeh telt 7418 inwoners (volkstelling 2010).